# Operazione moschettiere
L'operazione moschettiere (in francese opération Mousquetaire, in inglese operation Musketeer) era il piano anglo-francese per l'invasione della zona del canale di Suez nazionalizzato durante la crisi di Suez, nel novembre 1956. 
Israele, che invase la penisola del Sinai, aveva l'obiettivo di tenere sotto controllo gli stretti di Tiran e di bloccare le incursioni in Israele dei Fedayyin. L'operazione militare anglo-francese era stata originariamente prevista per i primi di settembre, ma a causa della necessità di coordinamento segreto con Israele tramite il protocollo di Sèvres venne ritardata all'inizio di novembre.

## L'operazione

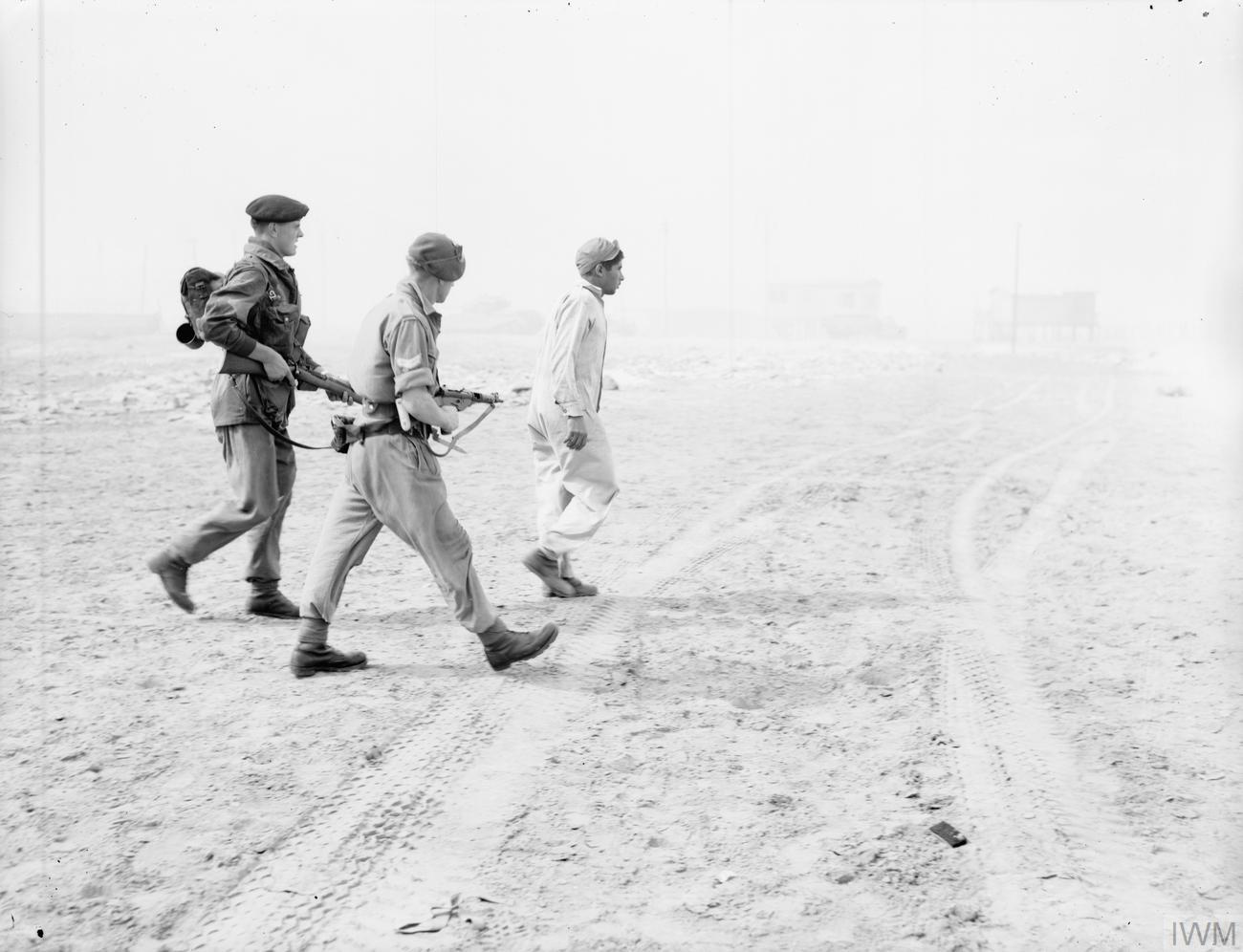
Truppe appartenenti al reggimento dei paracadutisti che scortano un soldato egiziano a Porto Said.

Diretta dal generale del British Army Charles Keightley, l'operazione è stata condotta nel novembre 1956 a stretto coordinamento con la spinta corazzata israeliana nel Sinai, denominata operazione Kadesh. Il governo egiziano, guidato dal colonnello Gamal Abdel Nasser, aveva nazionalizzato il canale, in opposizione alla volontà franco-inglese. L'esercito franco-inglese doveva originariamente atterrare ad Alessandria, ma la posizione fu successivamente spostata a Porto Said dal momento che un atterraggio ad Alessandria si sarebbe trovata la maggior parte dell'esercito egiziano, che richiedeva quindi l'impiego di una divisione corazzata. Inoltre, un bombardamento preliminare di una zona densamente popolata avrebbe comportato decine di migliaia di vittime civili. Il bombardamento navale di Port Said fu comunque meno efficace per la decisione di utilizzare solo cannoni da 4,5 pollici invece di cannoni con calibri maggiori, al fine di ridurre al minimo il numero di vittime civili.
L'ordine di battaglia coinvolse il Royal Marine Commando Brigade, 16th Parachute Brigade, e la 3rd Division. Per portare queste formazioni sul luogo del conflitto di guerra, furono mobilitati anche la riserva esercito regolare e riservisti servizi nazionali. Il tenente generale Sir Hugh Stockwell fu nominato a comandare la forza da sbarco. Una brigata di paracadutisti francese si unì alla 16th Parachute Brigade. Il Commando brigata effettuò esercitazioni per effettuare sbarchi dagli elicotteri, in collaborazione con la flotta del Mediterraneo, che si apprestava a sostenere l'operazione anfibia. Durante l'estate la Royal Air Force selezionò una serie di obiettivi la cui perdita avrebbe paralizzato la resistenza egiziana.
I dettagli del piano segreto di invadere il deserto del Sinai da parte delle forze israeliane furono rivelati ai capi di stato maggiore della difesa nel mese di ottobre.
Il 29 ottobre l'armata di Israele, preceduta da lanci con paracadute su due punti chiave, si spinse nel sud del Sinai, facendo ritirare le forze egiziane in cinque giorni. Prima di colpire il canale di Suez, il Regno Unito e la Francia emisero il 30 ottobre un ultimatum di dodici ore per un cessate il fuoco, (protocollo di Sèvres), ai belligeranti, ovvero agli israeliani e agli egiziani. Quando, come previsto, nessuna risposta fu data, operazione Moschettiere venne lanciata.
L'offensiva aerea cominciò. La 3rd Division, senza la Guards Brigade, iniziò il 1º novembre. Un'operazione che vide coinvolti, contemporaneamente, paracadutisti lanciati dagli aerei, commando elitrasportati e truppe da sbarco.
Il 5 novembre, sul tardi, il terzo battaglione del Reggimento paracadutisti britannico si lanciò sul campo aereo di El Gamil, ripulendo l'area e stabilendo una base sicura per i rinforzi e gli aerei di appoggio in arrivo. Alle prime luci del 6 novembre i commando britannici (unità equivalenti a battaglioni) 42º e 40º della 3 Commando Brigade dei Royal Marines assalirono le spiagge con mezzi da sbarco della seconda guerra mondiale. Le batterie delle navi da guerra in posizione al largo cominciarono a sparare, operando un buon fuoco di copertura agli sbarchi e causando danni considerevoli alle batterie egiziane. La città di Port Said subì gravi danni e si vide in fiamme.
Il 6 novembre 1956 ebbe luogo il primo attacco su larga scala anglo-francese, utilizzando elicotteri Bristol Sycamore e Westland Whirlwind che, decollati dalla Ocean e dalla Theseus, permisero, in soli 90 minuti, lo sbarco a Port Said di 425 uomini del 45º Commando e più di venti tonnellate di attrezzature. Diversi elicotteri vennero colpiti dalle batterie sulle spiagge, subendo perdite. I Royal Marines incontrarono una forte resistenza, ma avanzarono verso l'interno.
Nonostante le forze da sbarco stabilissero rapidamente il controllo sulle grandi strutture dei canali, gli egiziani furono in grado di affondare ostacoli nel canale rendendolo inutilizzabile. L'offensiva aerea anglo-francese soppresse gli aeroporti egiziani non ancora attaccati dagli israeliani, ma non riuscì a distruggere le scorte di carburante o paralizzare l'esercito egiziano. Radio Cairo continuò a trasmettere. Il gruppo del 3rd Battalion Parachute catturò l'aerodromo El Cap tramite un assalto aereo. Le unità rimanenti, trattenute inizialmente da bersagli aerei, percorsero via mare fino a Port Said. Il Commando Brigade catturò tutti i suoi obiettivi. I paracadutisti francesi presero Port Fuad, di fronte a Port Said. Gli elementi della 16th Parachute Brigade guidati dal brigadiere M.A.H. Butler e un contingente del Royal Tank Regiment partirono verso sud lungo la riva del canale, il 6 novembre per catturare Ismailia.

## Reazione
La reazione in tutto il mondo contro l'operazione moschettiere fu enorme e negativa. Gli Stati Uniti d'America inaspettatamente portarono condanne all'azione presso le Nazioni Unite e in altre sedi, che segnarono una netta rottura nel "rapporto speciale" tra gli Stati Uniti e il Regno Unito. Tra i paesi del Commonwealth, solo l'Australia, il Sudafrica e la Nuova Zelanda sostennero l'operazione militare, con il Canada che si oppose fortemente. Poco prima di mezzanotte, al brigadiere Butler fu ordinato di fermarsi quando il cessate fuoco sarebbe entrato in vigore. Tale ordine sollevò difficoltà; vi erano forze egiziane in avanti e la colonna britannica era in deserto aperto con nessuna possibilità di difendersi a portata di mano. Il brigadiere Butler era quindi compromesso, e decise di avanzare fino alle 12:15 per raggiungere El Cap, dove ha collocato il 2nd Battalion of the Parachute Regiment, con altri distaccamenti di supporto.
Mentre l'operazione militare in sé era completamente riuscita, la pressione politica da parte degli Stati Uniti obbligava il governo britannico e quello francese ad accettare i termini del cessate il fuoco elaborato dalle Nazioni Unite. La 3rd Division atterrò per sostituire i paracadutisti. Pur accettando una forza di emergenza delle Nazioni Unite per sostituire la presenza anglo-francese, Nasser assicurò comunque che il canale non poteva essere utilizzato per affondare o in altro modo la disabilitazione di 49 navi presenti nel canale. Le forze anglo-francesi avrebbero dovuto ritirarsi entro il 22 dicembre.

## Fine delle operazioni
Quando gli Stati Uniti minacciarono di svalutare la moneta britannica (la sterlina), il governo britannico si trovò diviso. Il primo ministro Sir Anthony Eden accettò un cessate il fuoco, senza informare i funzionari israeliani e francesi. La Francia iniziò così a dubitare sull'affidabilità dei suoi alleati. Pochi mesi dopo, il presidente francese René Coty ordinò la creazione di un nuovo impianto di esperimenti militari C.S.E.M. nel deserto del Sahara. Fu utilizzato dal suo successore Charles de Gaulle per sviluppare un deterrente nucleare contro potenziali minacce. La bomba atomica francese gerboise bleue fu testata nel febbraio 1960. Nel 1966, de Gaulle avrebbe ulteriormente allentato i suoi legami con gli alleati occidentali lasciando la NATO.

## Supporto militare
La Gran Bretagna ha avuto un trattato con la Giordania (Cordage), e aveva un piano per dare assistenza alla Giordania nel caso di un attacco da parte di Israele. Ciò ha portato al Primo Lord dell'Ammiragliato (Hailsham) l'invio di una nota a Anthony Eden il 2 ottobre 1956 propose l'uso del incrociatore leggero HMS Royalist per Cordage così come era per l'operazione moschettiere. La HMS Royalist era appena stato modernizzato come una nave radar anti-aerei, ed è stato considerata come la nave più adatta per la protezione contro le cacciabombardieri Mystère forniti dalla Francia a Israele. Ma la HMS Royalist era stata appena trasferita al Royal New Zealand Navy, e il primo ministro della Nuova Zelanda Sidney Holland non lo permise sia per Cordage che per l'operazione moschettiere (dove la sua presenza avrebbe indicato il supporto dalla Nuova Zelanda). Il memorandum indica che Hailsham non sapeva dei negoziati di Eden e Lloyd tra la Francia e Israele per le mosse concertate contro l'Egitto.

## Conseguenze
Lanciato senza un chiaro obiettivo diverso dalla vendetta, con l'abbandono della diplomazia internazionale, l'operazione moschettiere fu un fallimento in termini strategici. Per disgrazia coprì l'intervento militare dell'Unione Sovietica in Ungheria il 4 novembre. Su questo tema e, più in generale, sul principio di un'azione militare precoce contro l'Egitto, l'operazione divise l'opinione pubblica nel Regno Unito. Essa ha dimostrato i limiti della capacità militare del Regno Unito, ed esposto gli errori in diverse funzioni, in particolare sull'intelligence e sul controllo nel movimento. Tatticamente di successo, sia in mare che negli assalti aerei e nella successiva breve occupazione, fu intrapresa sul margine di capacità. Questa fu l'ultima impresa del suo genere.